# Рюрик (броненосен крайцер)
Вижте пояснителната страница за други значения на Рюрик.
Рюрик (на руски: Рюрик) e броненосен крайцер от 1-ви ранг на Руския императорски флот. Съгласно действащата по онова време класификация на корабите в Руския императорски флот е отнесен към категорията „голям крайцер от фрегатен ранг“. По-просто казано се води „броненосен“, както и другите крайцери от Руския флот, които имат вертикално бордово брониране. Построен е в Санкт Петербург на стапелите на Балтийския завод. Потъва по време на Руско-японската война.
Заложен е на 19 май 1890 г., спуснат е на вода на 22 октомври 1892 г. и влиза в състава на флота на 16 октомври 1895 г.
Проектът за крайцера е изготвен от адмирал Иван Алексеевич Шестаков.
Крайцерът е главен кораб на планирана серия крайцери (последващите крайцери са „Россия““ и „Громобой“, които са нееднотипни, а последователно развивани самостоятелни проекти), които са океански броненосни крайцери с увеличена водоизместимост (двойна спрямо предшественика им „Памят Азова“). Към основните изисквания на проекта са: възможност да прехващат британските търговски съдове по време на война с Великобритания; възможност за преход от Балтика до Далечния изток без дозареждане с въглища. След построяването на крайцера британските експерти отбелязват, че крайцерът изглежда остарял на фона на британските кораби от аналогичен клас.
Веднага след пускането в експлоатация „Рюрик“ е изпратен във Владивосток, като там е незначително модернизиран по време на двата проведени ремонта, извършени по заповед на командващия Тихоокеанската ескадра адмирал Фьодор Василиевич Дубасов.
Участва и в международния десант за потушаването на безредиците от т.нар. „боксерско въстание“ в Китай и в заемането от руски кораби на Порт Артур след Китайско-японската война (1894 – 1895).
След началото на Руско-японската война участва в няколко успешни рейдерски операции на Владивостокския отряд крайцери на Тихоокеанската ескадра.
Потъва в бой с японски кораби, геройски борейки се с по-съвременните и многобройни крайцери на противника.

## Предистория на проекта
Разработената през 1881 г. корабостроителна 20-годишна програма (програма за създаването на тихоокеански крайцерски флот) освен с необходимостта от създаване на ескадри от мореходни броненосци, предвижда и построяването на 30 крайцера: 21 – „малки“ – корветски ранг и 9 – „средни и големи“ – от фрегатски ранг. Крайцерите, с оглед на решаваните от тях тактически задачи, са с предимство. Реализацията на тази програма ознаменува поредния етап в развитието на броненосните крайцери и се характеризира със създаването на по-мощни, мореходни ветроходно-парни крайцери с метален корпус, което съществено намалява относителното им тегло. Развитието на крайцерите в значителна степен се стимулира от съперничеството между Русия и Англия, която остро се нуждае от крайцери, способни да защитават морските ѝ комуникации от възможните опити на Русия да разруши търговията ѝ с многочислените ѝ колонии. Търсените тогава от крайцерите тактически изисквания: способност да действат самостоятелно в условия на отсътствие на собствени опорни пунктове и бази за снабдяване; да нанасят бързи и съществени удари на противника, без допълнителна подкрепа; да предизвиква ефект не толкова влизайки в битка с единичните кораби на противника, колкото да създава паника и морална заплаха за неприятелското търговско корабоплаване – определят до 1895 г. основните характеристики както на руския, така и на английския крайцер: повишена мореходност, висока скорост, автономност, комфортни условия за живот на екипажа в далечните плавания, мощно въоръжение. Плаването и воденето на бойни действия във водите на Тихия океан, в условията не жестоки бури, изнурителни температурни натоварвания (почти 50 градусни разлики от тропическите жеги до студените ледени води) сложността на снабдяването и невъзможността да се проведе голям ремонт, заради голямата отдалеченост от собствените брегове изискват пределно натоварване на хората и изключително надеждна техника. В тези условия руските и английските крайцери непрекъснато се сравняват като вероятни противници, конструктивно се развиват и усъвършенстват към повишаване на тактико-техническите им характеристки. Англичаните строят крайцерите си серийно, като по този начин си осигуряват числено превъзходство.
Независимо от това, необятните простори на Тихия океан осигуряват на руските крайцерски сили практическа неуловимост и целесъобразност на присъствието. На свой ред специалистите на руския морски технически комитет (МТК) формират тактико-техническите изисквания към броненосните крайцери от „фрегатен ранг“, отчитайки водещия английски опит при създаването на аналогични кораби. В частност броненосния крайцер „Адмирал Нахимов“ е построен от Балтийския завод по задание на МТК по образец на английския броненосен крайцер „Империус“. В това състезание англичаните имат устойчиво превъзходство, като запазват монопола си в създаването на корабните силови установки (парни котли и бутални парни машини). При изпълнение на изключително изгодните руски поръчки, английските производители умишлено снижават възможностите си, а за английските кораби използват по-добри образци. В тази връзка поръчаните в Англия установки за руски крайцери като правило отстъпват на английските такива по максимална мощност, икономичност и теглово-габаритни размери. Освен това англичаните първи се отказват от ветрилното въоръжение за крайцерите си, тъй като имат няколко бази, където корабите им могат да попълнят запасите си от гориво, а руските кораби в същото време имат само една-единствена база – Владивосток.
Непрекъснатото и ясно изразено съперничество Англия и Русия в създаването на океански крайцери с голяма скорост и автономност на плаване към средата на 1880-те години излиза на качествено ново ниво, във връзка с появата на трансатлантически търговски кораби, които при водоизместимост над 12 000 тона и дължина на корпуса до 152 метра обикновено извършват океанските си преходи със скорост до 18,5÷19 възела. При тази скорост и с корпус, който превишава дължината на средностатистическата вълна 1,5 пъти – 103 метра, тези параходи, имайки заострени обводи и голяма дължина на корпуса, с олекотени краища, закрит полубак до средата на дължината – не се издигат върху насрещната вълна, а просто я прорязват. В същото време най-новите броненосни океански крайцери тип: „Империус“ (96 m; 16,7 въз.), руският му аналог „Адмирал Нахимов“ (101,5 m; 16,38 въз.) и „Орландо“ (91,44 m; 18,5 въз.) развиват проектната си скорост само в спокойна вода, а в щормови условия тези „странично бронирани късаци“ (относително къси, широки и нискобордни) – безнадеждно губят скоростните си качества (развивайки не повече от 5 възела) и не могли да преследват бързоходните „търговци“. Поради това англичаните превъзходно изучават особеностите на построяването на океански параходи и упорито противопоставяйки се на екстремистките изказвания на Е. Рид: „да вземаме пример при строежа на крайцера от дългите презокеански параходи“, в края на краищата достигат до определени изводи. По мнение на английските специалисти дългите търговски параходи, поради особеностите на конструктивната си компоновка (разтоварени носови краища, хоризонтални палуби и платформи отдалечени от неутралната ос), по условията на натоварване са аналогични на бронепалубните крайцери. Палубната броня, лежаща на бимсовете с цялата си маса, подобно на вътрешен товар не създава разрушаващи напрежения в корпуса, а в същото време бордовата броня, в случай на значително удължаване на корпуса, ще доведе до допълнителни напрежения в конструкцията и следователно ще изиска допълнителното ѝ укрепване, което ще увеличи и водоизместимостта в ущърб на тегловите предели отделени за въоръжението и запасите от гориво. Трудовете на Уайт, Рид, Норман теоретически определят сравнителните средностатистически величини на относителното тегло на корпусите за океанските параходи в пределите на 39 – 40% от водоизместимостта, а за броненосен крайцер с голяма дължина (над 103 m) – 41 – 42% от водоизместимостта. В резултат на това, английските специалисти решават, че такова нарастване на относителното тегло на конструкцията на корпуса е твърде голяма цена за висока скорост, която е неприемлива за сметка на намаляване на бойните качества на крайцера.
Признавайки неудовлетворителната мореходност и бързоходност на крайцера „Адмирал Нахимов“, който по относителната си дължина на корпуса и система на брониране на корпуса е по-скоро „броненосец с крайцерско въоръжение“, руските корабостроители на Балтийския завод, предприемат опит да достигнат за перспективния крайцер увеличаване на мореходността и бързината при съхраняване на бордовата броня. С отчитане на френския опит в създаване на бронепалубни крайцери е проектиран „полуброненосна фрегата“ – „Памят Азова“. По водоизместимост и мощност на машините той съответства на категорията „среден крайцер от фрегатен ранг“. Превъзхождайки предшественика си „Адмирал Нахимов“ по абсолютна дължина на корпуса с 14 метра, и относително удължение на корпуса − 7,57 m към 5,46 m, този проект предполагал значително по-малка проектна водоизместимост – 6000 тона към 8500 тона. За сметка на увеличената абсолютна дължина и относителното удължаване на корпуса се предполага използването на по-слаба (4000 към 8000 к.с.) и съответно облекчена и по-икономична силова установка, която да осигури скорост в щормови условия до 18 възела и при запас на гориво от 1000 тона приемливата далечина на плаване – 3000 мили. Но на етапа на работното проектиране и строеж на крайцера, фактическата водоизместимост значително надминава проектната, най-вече заради параметрите на поръчаната в Англия силова установка, която надхвърля исканите масово-габаритни размери. Поради това още на етап достройка на крайцера „Памят Азова“ е направен извод, че при условие съхраняване на бордовата бронезащита, за да се осигури висока скорост и голяма далечина на плаване (увеличаване на запаса гориво) е необходимо още повече да се увеличи абсолютната дължина на корпуса, което неминуемо ще изиска увеличаване на водоизместимостта и съответно по-мощна енергитична установка.
Към това време англичаните успяват да направят необикновено мощна, икономична и компактна паросилова установка, откриваща пред перспективния океански бързоходен крайцер нови хоризонти, но при отказ от бордова броня. От тази гледна точка започва и разработването на най-дългия в света бронепалубен крайцер от океански тип – „Блейк“, с проектна водоизместимост от 9000 тона и размери: 121,94×19,81×7,32, със сумарна мощност на машините от 13 000 к.с. при естествена тяга и 20 000 к.с. при изкуствена (форсажна) тяга на комините, което дава проектна скорост от 20 – 22 възела и максимална далечина на плаване от 10 000 мили при икономична скорост от 10 възела. Следва да се отбележи, че английското адмиралтейство оценява този проект като толкова удачен, че въобще се отказва от последващ строеж на броненосни крайцери 1-ви ранг за флота за неопределено време. Фактически това се променя едва през 1900 г., поради новите качествени достижения в развитието на военноморската техника, въоръжение и тактическите изисквания към перспективния крайцер.

## Проектиране

### Инициативен ескизен проект на Балтийския завод
Оригиналността на проекта за високоавтономния и високомореходния океански крайцер „Рюрик“ е предопределена от инициативата за разработката му от Балтийския завод, без той да е има техническо задание от Морския технически комитет (МТК). Разрешението за това е дадено лично от управляващия тогава Морското министерство – адмирал Н. М. Чихачов. Проектът е разработен от корабния инженер, старши помощник на корабостроителя – Н. Е. Родионов, като противовес на започналия в Англия строеж на бързоходните крайцери тип „Блейк“. Той се явява конструктивно развитие на крайцера „Памят Азова“. Негови особености са: бронева палуба; частично бордово брониране дълго над 85 метра, с дебелина 203 mm; относителна дължина на единичното дъно в краищата на корпуса – до 20%; за първи път в руската практика на корабостроене, с цел олекотяването на краищата на корпуса – защита от кофердами, пълни с целулоза; увеличена височина на борда; закрит удължен полубак; проектна водоизместимост – до 9000 тона; пълна дължина – 131 m; дължината по КВЛ (конструктивна водолиния) – 128 m – надхвърля дължината на всички съществуващи през този период бойни кораби; удължеността на корпуса (съотношението дължина/ширина) – 6,88; две парни машини (разработка на Балтийския завод) със сумарна мощност от 12 600 к.с. за достигане на проектната разчетна скорост – 18,5 възела; пълен запас въглища – 2000 тона, които да осигурят далечина на плаване до 20 000 мили при скорост 9 възела; въоръжение: 16 – 152-mm; 13 (37- и 47-mm) оръдия.
На 14 юни 1888 г. проектът е представен за разглеждане на адмирал Н. М. Чихачов, а в юли същата година на МТК.

### Оценка на проекта от МТК и контраргументите на М. И. Кази
В основата на заключението на МТК заляга мнението на изпълняващия длъжността главен корабен инженер на Петербургското пристанище – Н. А. Суботин, подкрепено и от допълнителни съображения. Суботин положително оценява стремежа към високи проектни характеристики на крайцера: „Проектът съответства на потребностите и то именно нашите, руските… Той е много привлекателен, увлекателен и така действително желателен за руския флот“, но при това, позовавайки се на практиката на английското крайцеростроене, възразява срещу прекомерното увеличение на дължината и удължеността на корпуса, имайки предвид необходимостта, в този случай, на значително усилване на конструкцията на корпуса и като следствие – нарастването на неговата относителна маса, в ущърб на бойните елементи на крайцера. Допълнителните аргументи на специалистите от МТК са: ограничените възможности за докуване на 130-метровия крайцер – само на сухия док в Йокохама; трудности при маневрирането на стеснени рейдове; вредното влияние на пробитите от водата кофердамни отделения; увеличеното съпротивление от триене; склонност към люлеене и недостатъчна устойчивост на стеснения корпус; МТК категорично възразява против частичното брониране на бордовете, отбелязвайки неизбежното увеличаване на теглото на бронята, заради нарасналата дължина на корпуса. Като резолюция МТК предлага проектът да се преработи, без да се преминава водоизместимост от 9000 тона, като се отчетат всички забележки.
С присъдата на МТК не се съгласяват присъстващите на заседанието корабни инженери Н. Е. Титов, Н. Е. Родионов – автор на проекта и М. И. Кази – управляващ Балтийския завод. Общата позиция на несъгласните изразява М. И. Каза в писмо до председателя на МТК, от 18 ноември 1888 г., в което привежда следните аргументи:
- Преди две и половина години, при утвърждаването на проекта за броненосния крайцер „Памят Азова“, корабостроителният отдел на МТК, без възражения, игнорира английската статистика и се съгласява с решението на Балтийския завод рязко да се увеличи абсолютната дължина на корпуса и неговата удълженост.
- Разчетите на Балтийския завод показват, че по противодействие на надлъжно-усукващ момент, проектният корпус на „Рюрик“ е равноздрав на корпуса на крайцера „Герцог Единбургский“ и с 27% по-здрав от корпуса на крайцера „Адмирал Нахимов“, като чертежите и спецификацията на последния са изцяло разработени от МТК, по чертежите и спецификациите на английските крайцери „Империус“ и „Уарспайт“ и в тази връзка здравината на корпуса му не следва да предизвиква съмнения;
- Опитът при създаване на океански пощенски параходи е използван само в частта потвърждаваща това, че „само парни кораби с голяма дължина са способни да извършват океански преходи с голяма средна скорост…“
- Мнението на МТК за по-благоприятния за здравината характер на разпределение на натоварването за търговските параходи спрямо военните кораби, които уж винаги са претоварени в краищата от артилерията и бронята е грешно. Натоварването на гражданските съдове в отличие от военните е крайно нестабилно и може (при освобождаване на трюмовете в средната част и напълване на тези по краищата) да предизвика в корпуса по-големи напрежения, отколкото при военните кораби, чието натоварване при плаване е почти неизменно, а безопасното му разпределение се определя още при проектирането им. Заради това правилата на Лойдс Регистър предвиждат за търговските съдове по-здрави корпуси, отколкото за военните кораби;
- Съдбата на проекта попада в зависимост от субективните оценки на инженерите и специалистите на МТК, които го разглеждат. В тази връзка, за да се избегне подобна субективност, М. И. Кази в писмото си предлага на МТК да се изработят от МТК „Норми за здравина за корпусите на военните кораби, според типа и предназначението им“.

Но МТК проявява „магарешки инат“, оставяйки без отговор доводите на Кази. В бюлетина си № 149 от 28.11.1888 г., МТК повтаря всички свои възражения против прекомерната удълженост на корпуса на крайцера, поради това че намиращият се на дострояване броненосен крайцер „Памят Азова“ все още не е доказал здравината си в практическо плаване. МТК предупреждава „висшото морско началство“ за това, че ако то се съгласи с проекта на Балтийския завод, то цялото тегло на корпуса „с всичко по него, за достигането на необходимата здравина“ ще нарасне до 42% от водоизместимостта, вместо проектните 34%, което ще увеличи общата водоизместимост до 10 000 тона. В резултат на това, по заповед на генерал-адмирала – Великия княз Алексей Александрович (брат на императора Александър III), инициативният проект на Балтийския завод е отклонен и разработката на проекта е възложена на МТК.

### Ескизен проект на МТК
След като вземат инициативата от Балтийския завод, в МТК, под ръководството на Н. Е. Кутейников, пристъпват към преработката на проекта, във варианти 9000 и 10 000 тона водоизместимост. Към средата на януари 1889 г. проектът е завършен като разработка и на 17 януари 1889 г. е първото му обсъждане, в присъствие на поканени представители на флота. На 25 май 1889 г. са утвърдени крайните основни проектни характеристики на крайцера. В сравнение с отхвърления проект на Балтийския завод, проектът на МТК е със следните отличителни особености:
- Проектната водоизместимост е увеличена от 9000 до 10 000 тона (9000-тонният вариант е отклонен при разглеждането му от висшестоящи инстанции);
- Най-голямата дължина е намалена от 130,6 на 120,8 m;
- Дължината по КВЛ е намалена от 128,4 на 118,9 m;
- Най-голямата ширина е увеличена от 18,6 до 20,4 m;
- Газенето (средно) е увеличено от 7,5 до 7,9 m;
- Относителната удълженост (λ = Lквл/В) е намалена от 6,88 на 5,8;
- Коефициентът на обща пълнота се увеличава от 0,5 до 0,53;
- Проектната относителна маса на корпуса нараства и е в рамките на 40% от водоизместимостта;
- Проектната мощност на машините е намалена от 12 600 на 12 250 к.с. – приема се, че ще е достатъчна за осигуряване на 18 възела скорост;
- Запасът въглища е съкратен с 200 тона (от 1750/2000 до 1528/1917 тона);
- Системата на брониране е съхранена (без бронева палуба), но дебелината на бордовата броня в средната част е увеличена от 203 mm до 254 mm (както при крайцера „Адмирал Нахимов“);
- Съставът на артилерийското въоръжение е съхранен, но броя на минните апарати нараства от 4 на 6;
- Платната са оставени в минимален състав, необходим само за меневриране без разходване на пара.

На 1 юли 1889 г. десет от чертежите на крайцера (предварително одобрени от императора Александър III) са изпратени в Главното управление по корабостроене и снабдяване (ГУК и С) за оформяне на поръчка за строеж. На 20 юли 1889 г. е подготвена спецификацията.

### Конструкция
В основата на конструкцията на крайцера е заложен традиционният за руските броненосни крайцери стремеж към увеличаване на автономността и мореходните качества в ущърб на други характеристики, включително и скорост. Това се основава на вижданията на руското адмиралтейство, че броненосните крайцери следва да се използват като рейдери в Тихия океан, където с изключение на Владивосток и Петропавловск Камчатски (които могат лесно да се блокират) няма приятелски пристанища. Вероятността за среща със силен кораб на противника в Тихия океан не е голяма: поради това скоростта и въоръжението може да са по-слаби за сметка на далечината на плаване и защитата.
„Рюрик“ е един от последните големи кораби, които все още са с анахроничните ветрила. Предполага се, че с използването на платната ще се икономисват въглища: на практика те са абсолютно безполезни и на последващите кораби се отказват от тях. Крайцерът има високи бордове и издигнат полубак за по-добра мореходност. Мореходните му качества са оценявани от екипажа му като превъзходни. В същото време парната установка на крайцера няма достатъчно мощност и скоростта му била само 18 възела.
Надлъжно по водолинията централната част на корпуса се защитава от броневи пояс от никелова стомана дебел от 127 до 254 mm. Поясът се стикова с изпъкналата бронепалуба, която е дебела 37 mm, покриваща подводната част. От края на пояса цитаделата се защитава с бронирани траверси дебели 203 mm.
Извън цитаделата корпусът няма брониране (с изключение на бойната рубка). Артилерийското въоръжение на крайцера – четири 203-mm/35, шестнадесет 152-mm и шест 120-mm оръдия – е разположено в незащитени установки на главната палуба. При това схемата на разположение е остаряла: 203-mm оръдия са по бордовете в изпъкнали спонсони, а 152-mm оръдия – в батарея. Нито оръдейната прислуга, нито самите оръдия са защитени и дори едно щастливо попадение може да доведе до трагични последствия. Корабът има и таран, както и четири 381-mm торпедни апарата.

## История на службата

### Битката в Корейския пролив
На 14 август 1904 г. три крайцера от Владивостокския отряд крайцери: „Рюрик“, „Россия““ и „Громобой“, потеглят към опитващите се да пробият блокадата на Порт Артур кораби от 1-ва Тихоокеанска ескадра и са пресрещнати в Корейския пролив от японска ескадра в състав от четири броненосни и два бронепалубни крайцера. Японските крайцери превъзхождат руските по огнева мощ и брониране, особено критично било недоброто разположение у руските кораби на артилерията на главния калибър, което при формално съотношение между ескадрите от 12 към 16, фактически в линеен бой е в съотношение 6 към 16. В съчетание с преимуществото на японците в скорострелност на оръдията и мощност на снарядите, които са пълни с шимоза, мощността на залпа на японската ескадра за единица време превъзхожда залпа на руската 4 – 5 пъти (последното сравнение по маса на заряда взривно вещество няма много смисъл, тъй като японците използват фугасни снаряди, характерни за английската школа, а руският флот – бронебойни снаряди френски тип, които по принцип имат по-малко заряд, тъй като разчитат на съвсем различен принцип на поразяване на вражеския кораб; по-адекватното сравнение – по енергията, която се освобождава при попадението на снаряда в целта, която е сума от кинетичната енергия на самия снаряд и енергията на взрива, който се получава от включеното в него ВВ; освен това пикриновата киселина на Шимозата не превъзхожда пироксилина на руските снаряди по отделена енергия (3,4 МДж/кг срещу 4,2), това твърдение е грешно – „шимозата“ имала превъзходство по обема отделени газове, което има малко значение като поразяващ фактор, макар и да прави попаденията от японските снаряди много „ефектни“ за външния наблюдател). Освен това японският главен калибър е разположен в бронирани кули, а руският в полуотворени каземати. Бронирането в района на водолинията при крайцерите тип „Рюрик“ не защитава краищата, а в главния кораб на серията – самия „Рюрик“ – кърмовото отделение, където е разположен руля, не било прикрито даже от бронираната палуба.
Руските кораби влизат в бой с японските, но предвид очевидното превъзходство на последните по огнева мощ е решено да се оттеглят във Владивосток. Около 5:30 „Рюрик“ получава пробойна в кърмата под водолинията, снижава скоростта си и излиза от килватерния строй. В 6:28 в отговор на запитване от флагмана той вдига флаг: „Рулят не действа“. „Рюрик“, получава няколко японски снаряда в кърмата, като е с наводнени румпелно и рулево отделения, разбити са рулевите предавки. Опитът за поправка в началото е успешен, но за лош късмет след няколко минути поредният японски снаряд заклинва перото на руля към десния борд и дори изправянето му вече е невъзможно. Крайцерът опитва да се държи по курса, отнемайки ход на лявата машина, дори давайки я на заден ход, но не може да догони другите кораби от отряда. По заповед на адмирал Карл Петрович Йесен „Россия““ и „Громобой“ нееднократно се опитват да прикрият крайцера и да избутат японските кораби от него, като отвличат огъня им към себе си, но като следствие на силния им огън, с големи повреди и жертви сред екипажа са принудени да напуснат сражението. В 8:20 на флагмана решават да потеглят към Владивосток, завличайки японските броненосни крайцери със себе си, с надежда, че „Рюрик“ ще може да се справи с леките бронепалубни крайцери, да поправи повредите и да продължи плаването към Владивосток или поне да се изхвърли на корейския бряг. Японците наистина потеглят след руските кораби, но когато започват да им привършват снарядите, в 10:04 Камимура заповядва да се върнат назад.
В боя му с леките японски крайцери „Рюрик“, без рулево управление, маневрира, варирайки с оборотите на лявата и дясната машини, което му позволява да променя скоростта на движение и радиуса на циркулация. Тъй като огънят на крайцера съществено отслабва, японските кораби го доближават и започват методично да го „довършват“. Тогава руският крайцер, рязко увеличавайки скоростта, на поредната циркулация се опитва да таранира единия от неприятелските кораби, като едновременно изстрелва и торпедо към него от последния си неповреден торпеден апарат. Избягвайки от маневрата, японските крайцери се оттеглят на далечна дистанция и вече не предприемат опити за сближаване, докато „Рюрик“ не започва да потъва. Това е един от единичните в историята опити за използване на торпедното въоръжение от голям кораб в реален бой, както и един от последните опити да се таранира противников кораб.
Командирът (капитан 1-ви ранг) Евгений Александрович Трусов и старшият офицер са смъртоносно ранени още в началото на боя. От общо 22 офицера са убити и почиват от раните си са 6, ранени са 9, остават невредими 7. От 800 души екипаж 200 са убити, тежко и леко ранени са 278. Към края на петчасовия бой жив е само един от старшите офицери на „Рюрик“ – лейтенант Константин Петрович Иванов – 13-и (по използваната тогава в руския флот номерация на еднофамилците), от въоръжението на кораба в строй е само едно 47-mm оръдие, което обаче е изстреляло целия си боезапас. Адмирал Хиконодзю Камимура, който се връща с главните сили, очаква капитулацията на „Рюрик“, за което японските кораби неколкократно му сигнализирали. След като се убеждава, че всички средства за съпротива са изчерпани, Иванов-Тринайсети издава заповед за унищожаването на крайцера. След като зарядите за потопяване на кораба се оказали повредени, той нарежда самопотапяне като се отворят кингстоните. Кърмата на крайцера бавно потъва във водата; в 10:20 кренът се усилва и крайцерът се обръща на левия борд, за миг се показва целият таран изпод водата и в 10:42 крайцерът окончателно потъва недалеч от остров Улсан. От 796 матроса на крайцера загиват 193, ранени са 229 души. От 22 офицера 9 са убити, 9 ранени.
Боят на стария и лошо брониран „Рюрик“, отначало в общия строй с двата руски крайцера срещу крайцерите на Камимура, а след това в безпомощно състояние, без управление, с крайцерите „Нанива“ и „Такачихо“ е оценен като образец за доблестно поведение не само от руските, но и от много чуждестранни, в това число и японски автори.

## Оценка на проекта
Броненосният крайцер „Рюрик“ е създаден в рамките на традиционната рейдерска доктрина на руските броненосни крайцери. Разглеждани преди всичко като стратегическо оръжие в случай на война с Великобритания, крайцерите се създавали за дълго автономно плаване в Тихия океан.
Британският флот от китайската си станция безусловно може без особени грижи да блокира Владивосток и Петропавловск Камчатски – основните бази на руския флот в Тихия океан. Но в огромните простори на Тихия и Индийския океани, вероятността от среща на руския рейдер с тежките британски кораби е много малка. Най-вероятен противник за руските крайцери там са британските бронепалубни крайцери от 1-ви и 2-ри ранг, над които „Рюрик“ за сметка на мощната си артилерия и поясното брониране ще има предимство. В същото време за стълкновение с броненосни крайцери от „традиционния“ тип, имащи преимущество в скоростта и добре защитена артилерия, „Рюрик“ не е много подходящ. Това и води до гибелта на крайцера в бой, когато – заради ограничените мащаби на японското корабоплаване – руските крайцери са принудени да оперират в сравнителна близост до Япония, което не се предполага при тяхното строителство. Все пак следва да се отбележи, че самата гибел на крайцера е обусловена от стечение на цяла поредица от обстоятелства, към които следва да се включат както технически (получаването на пробойна, което намалява скоростта), така и управленчески (преди „Рюрик“ най-бавният кораб на отряда не се използвал в рисковани походи, само молбите на Вилхелм Карлович Витгефт]] склоняват Карл Петрович Йесен на толкова рискована постъпка). Следва да се отбележи и това, че нито един от корабите на порт артурската ескадра не излиза насреща на корабите, които плават към тях, за да им помогнат.

## Командири на крайцера
- Капитан 1-ви ранг Фьодор Петрович Енехелм от 1890 до 1891 г. (и.д. по време на строителството)
- Капитан 1-ви ранг Павел Николаевич Вулф от 1891 до 1894 г.
- Капитан 1-ви ранг Александр Христианович Кригер от 1894 до 1896 г.
- Капитан 1-ви ранг Александър Ростиславович Родионов от 1896 до 1897 г.
- Капитан 1-ви ранг Николай Александрович Хаупт от 1897 до 1900 г.
- Капитан 1-ви ранг Николай Александрович Матусевич от 1900 до 1903 г.
- Капитан 1-ви ранг Евгений Александрович Трусов от 1903 до 1904 г.

## Любопитни факти
На „Рюрик“ на длъжност помощник вахтен началник е служил Александър Колчак.

## Други кораби със същото име
- „Рюрик“ (фрегата)
- „Рюрик“